# 고민수 (정치인)

고민수(1933년 8월 28일~2022년 8월 31일)는 대한민국의 정치인이다. 제19대 제주시장을 지냈다.

## 가족 관계
- 배우자: 김난실
  - 장남: 고길림(1960년~) - 제주시 부시장
  - 차남: 고송림(1963년~) - 금융인, 제주은행 지점장

## 역대 선거 결과
|  | 40.85% |

|  | 39.27% |